# Железопътен мост (Ивреа)
Железопътният мост (известен също като Железния мост) е железопътен мост в град Ивреа, Пиемонт, Северна Италия. Построен е на река Дора Батеа и е открит през 1886 г.

## История
Мостът е построен като част от строителството на железопътния участък между градовете Ивреа и Аоста, официално открит заедно с моста на 4 юли 1886 г. Мостът, първоначално с мрежести греди, е сглобен на място на десния бряг на Дора Балтеа и след това е преместен в крайната си позиция с помощта на временна дървена конструкция, построена в средата на реката като опора.
В нощта между 23 и 24 декември 1944 г. мостът е взривен от партизански сили по време на нацистко-фашистката окупация на Северна Италия, за да се избегне бомбардировка на Съюзниците, планирана да прекъсне доставките на военни материали от стоманодобивните заводи Коние в Аоста. Плоча, прикрепена към стълб на лампа, пробит от фрагмент от моста по време на експлозията, отбелязва събитието. След края на конфликта е построен нов мост.

## Описание
Мостът е поставен в последната полезна точка преди коритото на Дора Балтеа да се разшири отново, след като бъде принудено да влезе в тесен пролом, на няколко десетки метра надолу по течението от Новия мост. Това е мост с мрежести сълбове, първоначално дълъг 54 метра.

## Галерия с изображения
- Възпоменателна плоча
- Релси
- Изглед